# Các trò chơi Command & Conquer bị hủy bỏ
Trong hơn vài năm một số trò chơi của dòng game Command & Conquer đang bắt đầu phát triển, nhưng cuối cùng đã bị hủy bỏ. Command & Conquer: Renegade 2 và Command & Conquer: Continuum đã được phát triển bởi Westwood Studios trước khi bị hủy bỏ do việc Electronic Arts mua lại Westwood Studios vào năm 2003. Tiberian Incursion, phần tiếp theo của Tiberian Sun cũng trong giai đoạn đầu phát triển, nhưng đã bị hoãn lại cho đến khi một số các khái niệm của nó đã được tái sử dụng trong Tiberium Wars. Tiberium đang được phát triển bởi EA Los Angeles trước khi nó bị hủy bỏ do sự quan tâm về chất lượng.

## Command & Conquer: Renegade 2
Command & Conquer: Renegade 2 là trò chơi bắn súng góc nhìn người thứ nhất sử dụng một phiên bản cập nhật của "Westwood 3D" engine được sử dụng trong Command & Conquer: Renegade. Renegade có 2 phiên bản: Phiên bản đầu tiên của Renegade 2, đã được soạn thảo như là một kết nối của Red Alert 2 với Command & Conquer. Tuy nhiên, điều này đã bị hủy bỏ do sự nổi tiếng của Red Alert 2 nên trò chơi chuyển sang bối cảnh của Yuri's Revenge. Cốt truyện kể về một chỉ huy của Xô Viết tấn công Mỹ để trả thù cho danh dự của Thủ tướng Romanov. Hầu hết các đơn vị thiết kế trong trò chơi đều dựa trên phong cách Red Alert 2 nhưng Light Tank của Đồng Minh và Hind Gunship của Xô Viết trong Red Alert cũng có mặt.

## Command & Conquer: Continuum
Command & Conquer: Continuum là MMORPG thứ hai của Westwood, sau Sole Survivor, thiết lập trong vũ trụ Tiberium. Nó được phát triển trên engine "Westwood 3D". Nó đã bị hủy bỏ do sự chấm dứt của Westwood Studios vào năm 2003. Trò chơi có tính năng di chuyển và phát triển trong thế giới Tiberian, nơi mà người chơi có thể đóng một vai trò lớn trong toàn bộ câu chuyện. GDI, Nod, Mutants và CABAL đã được các phe phái chính với Scrin được thêm vào sau đó. Các địa điểm nổi bật bao gồm một nửa khu ngầm Los Angeles, Khu vực 51, đảo Dino, sân bay Newark, một thành phố của người đột biến, và các địa điểm khác.
Adam 'Ishmael' Isgreen và Rade Stojsavljevic nói rằng nó đã là một MMORPG không đứng-và-swing, có "vùng khủng hoảng" trong nó, đường bay hubbed, và những trận đánh boss theo kịch bản. Những điều này đã xuất hiện trong các trò chơi MMORPG khác kể từ đó.

## Command & Conquer: Tiberian Incursion
Tiêu đề làm việc của Westwood là "trò chơi" Tiberium thứ ba (đôi khi gọi là Tiberian Twilight Tiberian Twilight )), với tính năng sự xuất hiện của Scrin. Một sự kiện có kế hoạch cho các trò chơi là việc tạo ra vũ trụ Red Alert 2 do việc sử dụng đi ngược thời gian thời gian, tương tự như cách Einstein tạo ra vũ trụ Tiberium trong đoạn mở đầu của Red Alert. Một số yếu tố của trò chơi bị hủy bỏ đã có lại trong Tiberium Wars.

## Tiberium
Tiberium là một trò chơi FPS chiến thuật trong vũ trụ Command & Conquer, đã được phát triển bởi EA Los Angeles (EALA)).. Tiberium ban đầu được tiết lộ khi một cảnh chụp của trò chơi vào tháng 1 năm 2008 của Game Informer bị rò rỉ ref name="GI">HeXetic (ngày 11 tháng 12 năm 2007). "New C&C FPS Previewed in GameInformer?". PlanetCnC. Bản gốc lưu trữ ngày 14 tháng 12 năm 2007. Truy cập ngày 12 tháng 12 năm 2007.</ref>, nhưng đã được chính thức công bố bởi EA chỉ một ngày sau đó. Trước khi công bố, trò chơi đã được sản xuất trong hai năm.
Trong phần xem trước đầu tiên của trò chơi bởi GameSpot và IGN, đã khẳng định Tiberium sử dụng engine trò chơi dựa trên Unreal Engine 3 .
Ngày 18 tháng 1 năm 2008, trailer của Tiberium được phát hành bởi GameTrailers với một tin nhắn là sẽ nhiều hơn vào ngày 25. Tiberium bị hủy bỏ vào ngày 30 tháng 9 năm 2008 do trò chơi thất bại trong việc đáp ứng "tiêu chuẩn chất lượng được thiết lập bởi nhóm phát triển và tầm nhìn của EA" . Blog Kotaku báo cáo là Mariam Sughayer, người phát ngôn của EA, nói rằng "EA đã quyết định đình chỉ Tiberium ngay lập tức. Trò chơi đã không đi đúng hướng để đáp ứng tiêu chuẩn chất lượng cao được thiết lập bởi nhóm và EA Games Label. Một trò chơi chất lượng thấp hơn không phải là lợi ích tốt nhất của người tiêu dùng và sẽ không thành công trong thị trường này" .